# Daniel Möller (litteraturvetare)
Daniel Möller, född 25 mars 1974, är en svensk professor i litteraturvetenskap och vice akademichef för forskning vid Akademin för lärande, humaniora och samhälle vid Högskolan i Halmstad.
Möller studerade litteraturvetenskap 2000-01 vid University College London, litteraturteori 2007 vid Cornell University, USA, och disputerade vid Lunds universitet 2011 med en avhandling om djurepitafier från 1600- och 1700-talen, och arbetade sedan som docent i litteraturvetenskap på Språk- och litteraturcentrum vid samma universitet. Möller har främst forskat om tidigmodern litteratur (1500–1800). Han har även forskat om Olof von Dalins användning av rollgestaltning i sin diktning. År 2016 var han tillsammans med Niklas Schiöler redaktör för antologin Svensk poesi, utgiven av Albert Bonniers förlag. Han tillträdde som professor i litteraturvetenskap vid Högskolan i Halmstad 1 maj 2023.